# فرانتز غيليس
فرانتز غيليس (بالفرنسية: Frantz Gilles)‏ (1 نوفمبر 1977 بيوغان في هايتي - ) هو لاعب كرة قدم هايتي في مركز الدفاع. شارك مع منتخب هايتي لكرة القدم. أما مع النوادي، فقد لعب مع Cavaly AS ‏ وZénith FC ‏.

## وصلات خارجية
- فرانتز غيليس على موقع قاعدة بيانات كرة القدم.إي يو (الإنجليزية)
- فرانتز غيليس على موقع ناشيونال فوتبول تيمز (الإنجليزية)
- فرانتز غيليس على موقع Soccerway.com (الإنجليزية)